# Abu Mikhnaf
Abu Mikhnaf eller som hans navn lyder i sin helhed: أبو مخنف لوط بن يحيى الأزدي, dvs. Abu Mikhnaf Lut ibn Yahya al-Azdi († 774), var en betydningsfuld, arabisk historieskriver, der berettede om Umayyadernes tid set fra Kufa. Hans bedstefar var leder af den irakiske stamme Azd og trofast tilhænger af Ali ibn Abi Talib. Abu Mikhnaf er blevet tillagt en tilbøjelighed for shiisme, og faktisk behandler han de irakiske oppositionsbevægelser mod Umayyaderne med betydelig udførlighed i de af hans historiske beskrivelser, der er overleveret
hos hans efterfølgere, først og fremmest at-Tabari og al-Baladhuri. Han var den første historiker, der systematisk indsamlede beretninger om begivenhederne i forbindelse med Slaget ved Karbala. Hans arbejde blev betragtet som pålideligt af senere shiitiske og sunnittiske historikere som Muhammad ibn ‘Amr Waqidi (d. 829), Tabari (d. 932), Ibn Qutaybah (d. 944), Mas‘udi (d. 967), Mufid (d. 1035), Shahrastani (d. 1170), Khatib Khwarazmi (d. 1190), Ibn Athir (d. 1252), Sibt ibn Jawzi (d. 1276) m.fl.
Hans værker er kun gengivet brudstykkevis i sene afskrifter. Hans beretning om tilhængerne af den shiitiske martyr, al-Hussein, findes gengivet i at-Tabaris annalistiske verdenshistorie. Denne beretning er et litterært pragtstykke af gammelarrabisk prosa udformet som en lidelseshistorie, og den går ifølge forskningen tilbage til Abu Mikhnafs værk med titlen كتاب سليمان بن صرد وعين الوردة eller: Kitab Sulaiman ibn Surad wa-'Ain al-Warda, dvs. "Beretning om Suleiman ibn Surad og (slaget ved) 'Ain al-Warda. Blandt hans værker findes også beretningen كتاب السقيفة eller Kitāb as-Saqīfa dvs. "Beretningen om søjlegangen", der handler om valget af Abu Bakr og den rolle, som opppositionen i Medina spillede under ledelse af Sa'd ibn 'Ubāda. Med søjlegang menes der Banu Sa'ida, hvor det første kalifvalg fandt sted.
Så sent som i det 10. århundrede kendte man hans beretninger om de historiske begivenheder i Irak under Umayyaderne: Ibn an-Nadim nævner 22 titler i sin Fihrist.

## Værker
Blandt de 22 værker, som Ibn Nadim nævner i Al-Fihrist:
- Kitab Al-Saqifa (Saqifahs bog)
- Kitab Al-Ridda (Bogen om Ridda krigene)
- Kitab Al-Shura (Bogen om valget af 'Uthman)
- Kitab Al-Jamal (Bogen om Slaget ved Bassorah)
- Kitab Al-Siffin (Bogen om Slaget ved Siffin)
- Kitab Maqtal (Hasan ibn Alis bog)
- Kitab Maqtal Al-Husayn (Historien om Slaget ved Karbala)
- Kitab Khotba (Fatima Al-Zahras bog)
- Kitab Akhbar (Al-Mukhtars bog)[4]